# Quedius humeralis
Quedius humeralis är en skalbaggsart som beskrevs av Stephens 1832. Quedius humeralis ingår i släktet Quedius, och familjen kortvingar. Arten har ej påträffats i Sverige.